# Woodbury (Minnesota)
Woodbury – miasto w północnej części Stanów Zjednoczonych, w stanie Minnesota. Położone w hrabstwie Washington.